# یاتسک ژیلینسکی
یاتسِک ژیــِلینسکی (انگلیسی: Jacek Zieliński؛ زادهٔ ۱۰ اکتبر ۱۹۶۷) یک بازیکن فوتبال بازنشسته اهل لهستان است.
او بیشتر دوران بازی خود را لگیا ورشو گذراند، و در فصل ۹۵-۹۶ لیگ قهرمانان اروپا به همراه تیمش به مرحلهٔ یک چاهارم نهایی نیز راه یافت.
وی همچنین در تیم ملی فوتبال لهستان بازی کرده و عضوی از این تیم در جام جهانی فوتبال ۲۰۰۲ بوده است.